# 施林根巴赫河

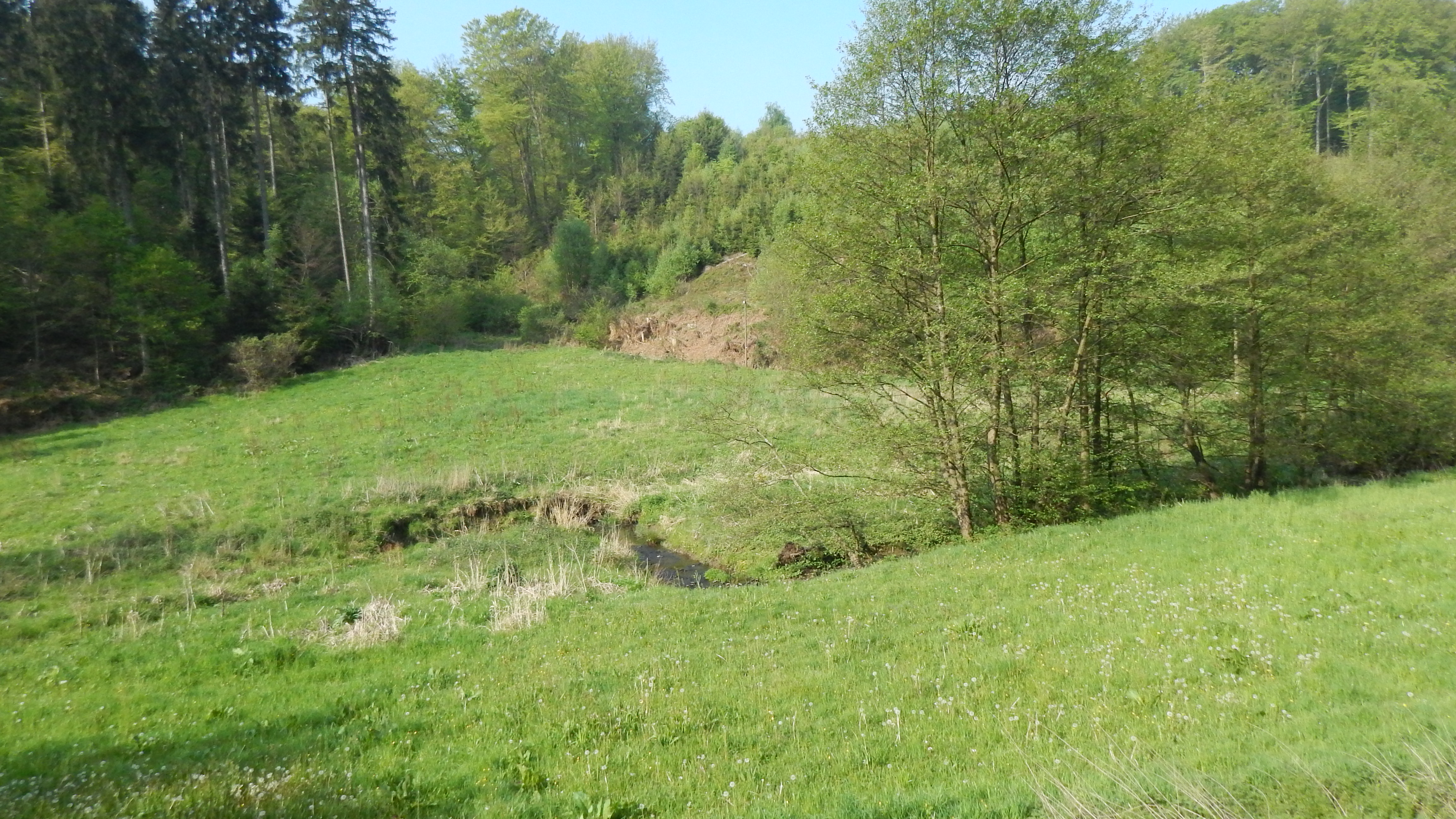

50°57′36″N 7°19′27″E / 50.9598833°N 7.3241827°E
施林根巴赫河（德語：Schlingenbach），是德國的河流，位於該國西部，處於北萊茵-威斯特法倫州，屬於阿格河的左支流，河道全長6.7公里，流域面積8.7平方公里。